# Kittipong Hanjangsit
Kittipong Hanjangsit (thailändisch กิตติพงศ์ หันจางสิทธิ์, * 11. Juli 2003) ist ein thailändischer Fußballspieler.

## Karriere
Kittipong Hanjangsit steht seit 2021 beim Rayong FC unter Vertrag. Der Verein aus Rayong, einer Stadt in der gleichnamigen Provinz Rayong, spielt in der zweiten Liga. Sein Zweitligadebüt gab Kittipong Hanjangsit am 8. April 2022 (31. Spieltag) im Auswärtsspiel gegen den Sukhothai FC. Hier wurde er in der 85. Minute für Thammawat Trailum eingewechselt. Sukhothai gewann das Spiel 2:1.